# 西居尔·蒙森
西居尔·蒙森（挪威語：Sigurd Monssen，1902年10月10日—1990年11月7日），挪威男子赛艇运动员。他曾代表挪威参加1948年夏季奥林匹克运动会赛艇比赛，获得男子八人单桨有舵手铜牌。

## 家庭
弟弟卡尔·蒙森。